# آق بلاغ رستم خاني (شرقي أردبيل)
آق بلاغ رستم خاني (بالفارسية: آق‌بلاغ‌رستم‌خانی) هي منطقة سكنية تقع في إيران في قسم الشرقي الريفي. يقدر عدد سكانها بـ 1,837 نسمة.